# Equisetum giganteum
Equisetum giganteum ou Rabo-de-cavalo-gigante é uma planta natural da América do Sul e América Central, sendo encontrada desde a região central do Chile ao Brasil, e do sul ao norte do México. Como indicado em seu nome, uma de suas características marcantes é o seu tamanho grande, podendo alcançar de dois a cinco metros de altura. Equisetum giganteum é uma das plantas mais antigas do mundo em comparação a outras espécies da flora universal.

## Usos
É muito utilizada como planta ornamental e tem propriedades medicinais, antimicrobianas, e anti-inflamatórias, inclusive diuréticas, bem conhecidas e comprovadas.
Outras espécies do continente americano são E. hyemale e E. martii.